# Kurt Sucksdorff
Kurt "Suggan" Sucksdorff, född den 10 maj 1904 i Adolf Fredriks församling, Stockholm , död den 1 januari 1960 i Katarina församling, Stockholm, var en svensk målvakt inom ishockey.
Kurt Sucksdorff startade sin karriär i IFK Stockholm 1922 och spelade där till 1927. Han spelade därefter med IK Göta, och vann SM med dem tre gånger. Han avslutar sin karriär i klubben 1934. 
Kurt Sucksdorff spelade i Sveriges landslag i de Olympiska vinterspelen 1928 där laget erövrade en silvermedalj. Han deltog också i VM 1931 i Krynica, där Sverige slutade sexa, och där Kurt Sucksdorff som förste målvakt i världen höll nollan mot Kanada den 6 februari 1931. Matchen slutade 0-0, Kanadas första poängförlust i en tävlingsmatch. Han är Stor grabb i ishockey, nummer 17.

## Meriter
- SM-guld 1928, 1929 och 1930
- OS-silver 1928